# At-Tall (Palestyna)
At-Tall (arab. ‏التلّ‎) – dawna palestyńska wieś położona 14 km na północny wschód od Akki w Dystrykcie Akki w Mandacie Palestyny. Wyludniona w wyniku izraelskiego ataku wojskowego podczas wojny w latach 1947–1948 przez brygadę Karmeli Sił Obronnych Izraela.

## Historia
Bliźniacze wioski Al-Tall i pobliskie An-Nahr były miejscami starożytnych osad na szczycie Tel Kabri. Ostatnie wykopaliska wskazują na zamieszkanie tych ziem już w XVIII wieku p.n.e.
Lista ludności z około 1887 roku wykazała, że wieś zamieszkiwało 275 mieszkańców, wszyscy byli muzułmanami.
W 1945 populacja Al-Tall wynosiła 300 osób.

### Współcześnie
Al-Tall zostało zajęte i wyludnione przez Brygadę Karmeli podczas wojny w latach 1947–1948. Obszar został włączony do państwa Izrael, ale teren wsi nie został przejęty przez żadną gminę.

Palestyński historyk Walid Chalidi tak opisał pozostałości wsi w 1992:

Teren jest pokryty gruzem kamiennych domów i porasta go dzika trawa. Jeden kamienny dom nadal stoi, ale brakuje jego elewacji i wkrótce się rozpadnie. Kaktusy i drzewa figowe rosną na południowych stokach terenu. Na cmentarzu znajdują się cztery możliwe do zidentyfikowania rzymskie i bizantyjskie grobowce, które leżą na północnych zboczach, pośród nich rośnie krzew cierniowy. Ostatnie wykopaliska odkryły kilka starożytnych grobów, a miejsce to zamieniono w stanowisko archeologiczne.